# مارتسابوتو
مارتسابوتو (به ایتالیایی: Marzabotto) یک کومونه در ایتالیا است که در استان بولونیا واقع شده‌است.

## خصوصیات
مارتسابوتو ۷۴ کیلومترمربع مساحت و ۶٬۷۵۴ نفر جمعیت دارد و ۱۳۰ متر بالاتر از سطح دریا واقع شده‌است.